# NGC 4728
NGC 4728 est une galaxie elliptique  située dans la constellation de la Chevelure de Bérénice. Sa vitesse par rapport au fond diffus cosmologique est de 6 687 ± 19 km/s, ce qui correspond à une distance de Hubble de 98,6 ± 6,9 Mpc (∼322 millions d'al). NGC 4728 a été découverte par l'astronome prussien Heinrich Louis d'Arrest en 1867.